# 시간 (2006년 영화)
《시간》은 김기덕 감독의 열세 번째 영화다. 일본에서는 2007년 3월에 《절대적인 사랑》이라는 제목으로 개봉했으며 대한민국의 개봉은 예술 영화의 저예산 영화의 냉대로 인해 개봉을 하지 않겠다는 김기덕 감독의 선언으로 개봉이 불투명했으나 감독의 의지와 관련 없이 역수입 방식으로 2006년 8월 개봉되었다. 누리꾼들의 개봉에 대한 서명 운동도 있었다.

## 줄거리
사귄 지 2년 된 젊은 커플 세희와 지우. 지우는 은근히 다른 사람에게 눈길을 주는 경향이 있고, 세희는 그 때문에 불안감과 질투심을 느낀다. 세희는 지우가 자신에게 질려 떠날까 봐 두려워하고, 항상 똑같은 자신의 모습에 지루해한다고 생각한다. 그래서 세희는 갑작스럽게 지우를 떠난 후, 성형수술을 통해 완전히 다른 얼굴로 변신한다. 그녀는 새로운 모습으로 지우를 다시 유혹하려 하지만, 막상 지우가 변한 세희에게 관심을 보이자 오히려 더 큰 자기혐오와 불안에 빠진다. 지우가 '새로운' 그녀를 사랑하는 건, 결국 '예전'의 그녀를 거부한 것이라고 생각하기 때문이다. 세희는 자신의 불안함에 갇히고, 이러한 상황을 본 지우는 자신만의 극단적인 선택을 하게 된다.

## 캐스팅
- 성현아 : 새희 역
- 하정우 : 지우 역
- 박지연 : 세희 역
- 김상민 : 의사 역
- 서지석 : 남자 1 역
- 공정환 : 남자 2 역
- 정겨운 : 남자 3 역
- 강신철 : 남자 4 역
- 임현성 : 지우 친구 1 역
- 최당석 : 지우 친구 2 역
- 스기노 키키 : 카페 여종업원 역
- 나수윤 : 소개팅 여 2 역
- 리민 : 부랑자 역
- 오유진 : 간호사 1 역
- 전세현 : 오해 남의 연인 역
- 조석현 : 사고차 운전자 역
- 백광두 : 에필로그 연인 역
- 이영석 : 경비 역

## 수상 내역
- 2006년 10월 제42회 시카고 국제 영화제 플라크 상